# Sara Balzer
Sara Balzer (Estrasburgo, 3 de abril de 1995) es una deportista francesa que compite en esgrima, especialista en la modalidad de sable.
Participó en dos Juegos Olímpicos de Verano, obteniendo dos medallas de plata, en Tokio 2020 en la prueba por equipos (junto con Cécilia Berder, Manon Brunet y Charlotte Lembach) y en París 2024 en la prueba individual.
Ganó tres medallas en el Campeonato Mundial de Esgrima entre los años 2022 y 2025, y cinco medallas en el Campeonato Europeo de Esgrima entre los años 2017 y 2025.
En los Juegos Europeos de Cracovia 2023 consiguió una medalla de oro en la prueba por equipos.

## Palmarés internacional
| Juegos Olímpicos   | Juegos Olímpicos   | Juegos Olímpicos  | Juegos Olímpicos  |
| Año                | Lugar              | Medalla           | Prueba            |
| ------------------ | ------------------ | ----------------- | ----------------- |
| 2020               | Tokio (Japón)      | Medalla de plata  | Sable por equipos |
| 2024               | París (Francia)    | Medalla de plata  | Sable individual  |
| Campeonato Mundial |                    |                   |                   |
| Año                | Lugar              | Medalla           | Prueba            |
| 2022               | El Cairo (Egipto)  | Medalla de plata  | Sable por equipos |
| 2023               | Milán (Italia)     | Medalla de plata  | Sable por equipos |
| 2025               | Tiflis (Georgia)   | Medalla de oro    | Sable por equipos |
| Juegos Europeos    |                    |                   |                   |
| Año                | Lugar              | Medalla           | Prueba            |
| 2023               | Cracovia (Polonia) | Medalla de oro    | Sable por equipos |
| Campeonato Europeo |                    |                   |                   |
| Año                | Lugar              | Medalla           | Prueba            |
| 2017               | Tiflis (Georgia)   | Medalla de bronce | Sable por equipos |
| 2022               | Antalya (Turquía)  | Medalla de oro    | Sable por equipos |
| 2022               | Antalya (Turquía)  | Medalla de bronce | Sable individual  |
| 2023               | Plovdiv (Bulgaria) | Medalla de plata  | Sable individual  |
| 2025               | Génova (Italia)    | Medalla de oro    | Sable por equipos |